# Cegielnia (Janów Lubelski)
Pour les articles homonymes, voir Cegielnia.
Cegielnia (prononciation : [t͡sɛˈɡʲɛlɲa]) est un village polonais de la gmina de Janów Lubelski dans le powiat de Janów Lubelski de la voïvodie de Lublin dans l'est de la Pologne.
Le village comptait approximativement une population de 5 habitants en 2006.

## Histoire
De 1975 à 1998, le village est attaché administrativement à la voïvodie de Tarnobrzeg.

Depuis 1999, il fait partie de la voïvodie de Lublin.